# 10584 Ferrini
10584 Ferrini (1996 GJ2) là một tiểu hành tinh vành đai chính được phát hiện ngày 14 tháng 4 năm 1996 bởi L. Tesi và A. Boattini ở San Marcello Pistoiese.